# Синіцин Єлисей Тихонович
Єлисей Тихонович Синіцин (рос. Елисей Тихонович Синицын) (8 червня 1909 — 31 березня 1995) — радянський дипломат та розвідник. Консул СРСР у Львові. Генерал-майор КДБ СРСР (1968).

## Біографія
Народився 8 червня 1909 року в Смоленській губернії, в селі Ржавець Новосельської волості В'яземського повіту. З малих років, працював підпаском в своєму селі, потім був підсобним робітником на заводі, навчався на робітфаку. У 1934 році закінчив Московський інститут хімічного машинобудування, працював інженером-механіком на Дорогомиловському хімічному заводі в Москві.
У 1937 році по рекомендації парторганізації заводу був направлений на роботу в органи НКВС. Пройшов навчання в школі особливого призначення Головного управління державної безпеки НКВС СРСР. З осені 1938 року — старший оперуповноважений 5-го відділу ГУГБ НКВС.
З липня 1939 року — заступник резидента НКВС в Польщі під прізвищем Єлісєєв та прикриттям на посаді консула СРСР у Львові. Організовував прийом і відправку в Радянський Союз політичних емігрантів з окупованої німцями Чехословаччині. У вересні 1939 року після поділу Польщі через Львів виїхав в СРСР.
Після повернення в Центр був відряджений в створену при НКВС СРСР групу з аналізу розвідувальних документів польського Генштабу. В ході роботи групі вдалося виявити агентів польської розвідки, що діяли не тільки в прикордонних областях УРСР і БРСР, а й у Києві, Ташкенті і Новосибірську.
З листопада 1939 року — резидент зовнішньої розвідки в Гельсінкі під прикриттям посади радника, а потім повіреного в справах СРСР у Фінляндії. Через цінного джерела резидентури Графа та інших агентів отримав і передав в Центр інформацію про мобілізації фінської армії і передислокації її частин до радянського кордону, а також про евакуацію цивільного населення з району Карельського перешийка. З метою перевірки інформації особисто виїжджав в прикордонну зону для візуальної розвідки.
Після початку радянсько-фінської війни 30 листопада 1939 разом з радянською колонією був евакуйований в СРСР. По закінченні війни в березні 1940 року знову направлений в Гельсінкі під прикриттям посади повіреного в справах, з кінця березня — радника дипломатичного представництва, а з грудня 1940 року — знову повіреного в справах. За час роботи резидентом налагодив довірчі відносини з низкою великих політичних і громадських діячів Фінляндії, бесіди та консультації з якими розкривали інформацію на користь СРСР.
Після оголошення Фінляндією війни Радянському Союзу в складі радянської колонії був депортований з країни і обміняний на болгаро-турецькому кордоні на фінських дипломатів, які працювали в СРСР.
З жовтня 1941 року перебував з родиною в Алма-Аті, де надавав консультативну допомогу слідчому відділу НКВС Казахської СРСР по ряду оперативних розробок, а також удосконалював знання з Скандинавії. Після повернення в Москву в березні 1942 року був призначений заступником начальника 4-го (Скандинавського) відділу 1-го управління НКВС СРСР.
У серпні 1943 року призначений заступником резидента по Фінляндії в Стокгольмі. Однак, оскільки через військові дій пряме сполучення між СРСР і  Швецією в той час було відсутнє, Синіцин довелося добиратися до місця роботи через Північне море і Англію, в результаті чого він прибув до Стокгольма лише на початку 1944 року.
У Стокгольмі Синіцин діяв під прізвищем Єлісєєв та прикриттям посади 1-го секретаря посольства СРСР в Швеції. За сприяння посла СРСР в Швеції Олександри Коллонтай він запобіг передачі німецькій владі заарештованого в Швеції німецького антифашиста і розвідника Ернеста Вольбер і домігся виведення його в СРСР. В лютому 1944 року брав участь в конфіденційних переговорах О. М. Коллонтай з фінським дипломатом Юго Паасиківі про вихід Фінляндії з війни і про умови перемир'я.
У вересні 1944 року направлений в Гельсінкі як резидент зовнішньої розвідки і одночасно заступник політичного радника Союзної Контрольної комісії з Фінляндії, очолюваної секретарем ЦК ВКП (б) Андрієм Ждановим. На цій посаді зробив значний внесок у справу демократизації країни, сприяв встановленню дружніх, добросусідських відносин Радянського Союзу і Фінляндії. За допомогою що знаходиться з ним на зв'язку агента Графа Синіцин вдалося розкрити викрити спробу фінської і британської розвідок прослуховувати телефонні переговори Сталіна і Жданова по ВЧ-зв'язку.
У травні 1945 року за помилковим доносом був відкликаний до Москви, однак після ретельного розслідування, проведеного за ініціативою Жданова, призначений начальником відділу Скандинавських країн  1-го управління НКДБ-МДБ.
У червні 1947 виїжджав до Фінляндії для виконання спеціального завдання. Брав участь у підготовці Паризького мирного договору з Фінляндією.
Восени 1948 призначений начальником відділу Комітету інформації при Уряді СРСР, який на той момент був основним радянським органом з розвідки проти країн Заходу.
У 1953–1956 рр. — представник МВС-КДБ СРСР в Будапешті. Брав активну участь у придушенні Угорського повстання 1956.
З серпня 1962 по квітень 1968 керував групою радників КДБ СРСР при МВС Польщі, потім в центральному апараті ПГУ. У 1969 році призначений заступником начальника ПГУ КДБ.
З березня 1970 року — представник КДБ СРСР при МВС ЧССР. У 1981 році повернувся в Москву і вийшов на пенсію.

## Нагороди та відзнаки
- Орден Леніна
- 2 Ордена Червоного Прапора
- Орден Трудового Червоного Прапора
- Орден Червоної Зірки
- Знак Пошани

## Автор праць
- «Резидент свидетельствует» (Москва, 288с.), которая вышла в 1996 году, через год после его смерти.